# Schloss Stenhammar

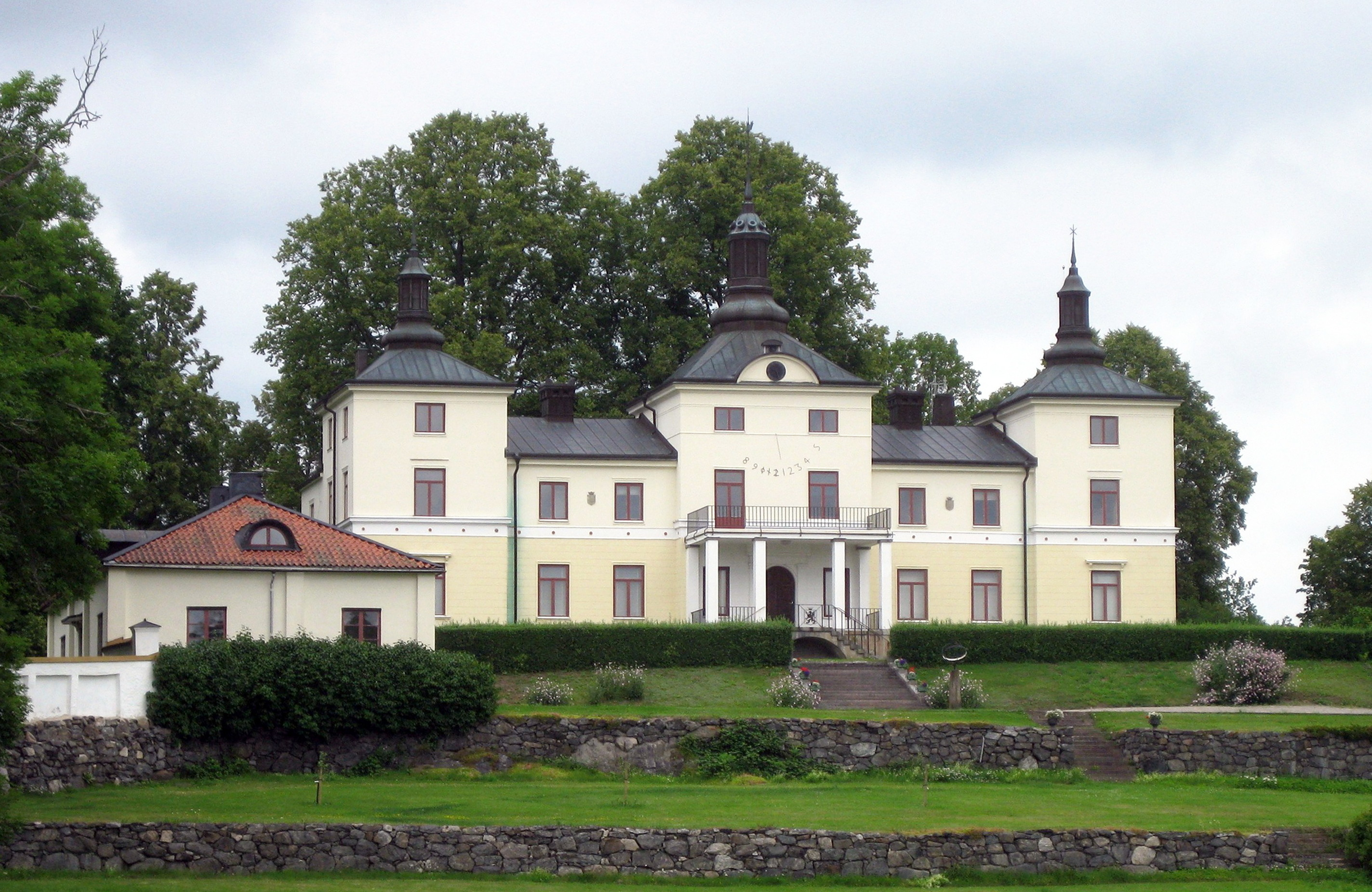
Schloss Stenhammar

Das königliche Schloss Stenhammar liegt in der schwedischen Gemeinde Flen. Das zum Schloss gehörende Grundstück umfasst 2000 Hektar, wobei 1200 Hektar mit Wald bedeckt sind.
Das gesamte Gut war seit dem späten 14. Jahrhundert unter dem Namen Slädhammar bekannt. Der Namenswechsel erfolgte, als 1658 das heutige zweigeschossige Hauptgebäude mit seinen Türmchen errichtet wurde. 1809 wurde das Schloss vom Großhändler Anders Petterson gekauft, der es 1870 an seinen Enkel, Hofmarschall Robert von Kræmer vererbte. Beide setzten sich stark für die Verbesserung des Gutes ein.
Robert von Kræmer verfügte in seinem Testament, dass das Gut an den schwedischen Staat übergeht und dass das Schloss an einen männlichen Nachkommen des Hauses Bernadotte verpachtet werden sollte. Diese Pacht sollte pro Jahr 1000 Kronen betragen. So wohnte Prinz Wilhelm von 1903 bis 1965 im Schloss, und danach übernahm der Kronprinz und heutige König Karl XVI. Gustav die Pacht.

## Weblink
- Gut Stenhammar (schwedisch) mit Bildern

Koordinaten: 59° 3′ 2″ N, 16° 33′ 7″ O